# 4,4'-diaminodifenylmethan
Diaminodifenylmethan (známý též jako 4-(4-aminobenzyl)anilin, bis(4-aminofenyl)methan a pod řadou dalších názvů, včetně mnoha komerčních) je potenciálně karcinogenní látka, která se využívá zejména jako meziprodukt při výrobě polyuretanů nebo jako tvrdidlo do epoxidových pryskyřic.
V lednu 2010 byl Evropskou agenturou pro chemické látky zařazen na kandidátský seznam nebezpečných látek vzbuzujících mimořádné obavy pro autorizaci dle směrnice REACH.

## Kontaminace nylonového nádobí
Spolu s dalšími aminy se může uvolňovat z nylonového nádobí. Pravděpodobně proto, že k jeho barvení užívají azobarviva a primární aminy se uvolňují v důsledku působení vysokých teplot při styku nádobí s horkými potravinami.